# Djiboutis fotbollsförbund
Djiboutis fotbollsförbund, officiellt Fédération Djiboutienne de Football, är ett specialidrottsförbund som organiserar fotbollen i Djibouti.
Förbundet grundades 1979 och gick med i Caf 1986. De anslöt sig till Fifa år 1994.